# Verbandsgemeinde Eich
Verbandsgemeinde Eich é uma associação municipal do estado da Renânia-Palatinado.

## Comunidades
1. Alsheim
2. Eich¹
3. Gimbsheim
4. Hamm am Rhein
5. Mettenheim